# Sirena antiaerea comunale di Teramo
La sirena antiaerea di Teramo è uno dei pochi dispositivi acustici d'epoca ancora conservati in Italia (un altro esempio è la sirena di Fossano, in provincia di Cuneo, ubicata sul Municipio e tuttora funzionante) e per questo dotati di particolare importanza dal punto di vista storico e tecnico. Essa ebbe per sei anni la funzione di avvisare la popolazione in occasione di incursioni aeree durante il secondo conflitto mondiale. Originariamente installato sulla sommità della torre del Duomo, l'impianto è stato successivamente rimosso e restaurato.

## Storia

La sirena in un catalogo Marelli (1937)

Durante la seconda guerra mondiale, la città di Teramo era dotata di tre sirene di allarme antiaereo: due di proprietà dello Stato (installate nel 1943) ed una di proprietà del Comune (installata nel 1937).
Il 16 febbraio 1937 una deliberazione municipale stabilì l'installazione, prima ancora che il pericolo di attacchi aerei divenisse imminente, di una sirena sul locale più alto della torre del Duomo, al fine di facilitare l'udibilità del segnale anche a distanze notevoli.
Il quadro comandi remoto fu posto presso il locale di guardia del Comando della polizia municipale, al piano terra del palazzo comunale di via della Banca. Era la polizia municipale, dunque, ad azionare il dispositivo in caso di necessità. Ogni giorno, in occasione del segnale orario del mezzogiorno, la sirena era messa in funzione per qualche secondo al fine di testarne quotidianamente l'efficienza.
La spesa totale per l'installazione dell'impianto fu di 7497 lire, di cui 4387 necessarie solo per l'acquisto della sirena.
Dietro segnalazione della Prefettura e tenuto conto del fatto che una sola sirena, quella comunale della torre del Duomo, non avrebbe certamente potuto garantire l'udibilità del segnale in tutta la Città, fu disposta la relativa installazione di altri due apparecchi supplementari: il 20 gennaio 1943, come risulta da apposito verbale di consegna sottoscritto da un funzionario di Prefettura e da Aldo Boldrini, ingegnere capo dell'Amministrazione comunale, furono concessi al Comune di Teramo due nuovi dispositivi supplementari, di proprietà del Ministero dell'Interno, consistenti in due sirene elettromagnetiche SIIS, a semplice emettitore, situate l'una sopra l'arco di Porta Reale e l'altra sopra il teatro comunale, oltre ad una centrale di comando realizzata dalla ditta SAIR ed equipaggiata con tutti gli organi di telecomando e di controllo delle sirene, completa di stazioni di carica e batteria di accumulatori, a due quadri di comando locale presso le singole sirene e due scale di legno per l'accesso alla sirena posta sull'arco di Porta Reale e alla sirena posta sul teatro comunale.
La civica amministrazione, per conto del Ministero dell'Interno, si impegnò a mantenere in efficienza i congegni e a curarne l'esercizio a norma delle disposizioni ministeriali in vigore.
I due nuovi impianti supplementari venivano azionati attraverso un quadro comandi collegato alla rete telefonica e furono quindi gli addetti dell'Unione nazionale protezione antiaerea e del Comando artiglieria contraerei a gestirli. Allo scopo di unificare il soggetto deputato all'allerta della cittadinanza, il suddetto Comando invitò l'allora podestà, con nota del 20 febbraio 1944 sottoscritta dal tenente Guido Franchetti, a scollegare la sirena comunale della torre del Duomo dal quadro comandi della polizia municipale e a collegarla al quadro cui afferivano le altre due sirene supplementari consegnate dallo Stato. Il successivo 4 marzo il podestà acconsentì all'esecuzione dei lavori.

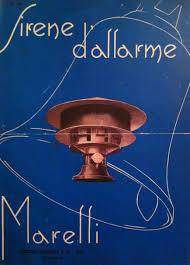
Il catalogo delle sirene elettromeccaniche Marelli (1937)

Quando il prefetto, Giovanni Lorenzini, con proprio decreto del 4 luglio 1944 n. 7651, dispose la soppressione del Comando teramano dell'Unione nazionale protezione antiaerea a decorrere dal successivo 10 luglio, le relative funzioni e tutti i beni furono ceduti al Comando Provinciale dei Vigili del Fuoco. Il relativo verbale di consegna, sottoscritto dall'ing. Ernesto Pelagalli e dall'ing. Biagio Bonomo, fu redatto il giorno 8 agosto 1944.

Modello delle sirene elettromagnetiche supplementari montate sull'arco di Porta Reale e sul tetto del Teatro Comunale in un vecchio catalogo SIIS (1937)

Al termine della guerra, il Ministero dell'Interno, con circolare del 22 settembre 1945 n. 457, ordinò la dismissione degli impianti di allarme in tutto il territorio nazionale. Il dispositivo presente sul tetto del teatro comunale, così come quello posto sull'arco di Porta Reale, già preso in consegna da parte dei vigili del fuoco, fu quindi ceduto in pura custodia al Comune di Teramo che provvide a smontarlo, a conservarlo dapprima nei magazzini municipali e successivamente a restituirlo allo Stato il 20 settembre 1949.
La Provincia di Teramo, come risulta pertanto dai documenti dell'epoca, possedeva gli unici impianti di allarme antiaereo nel capoluogo. Delle tre sirene presenti, soltanto quella comunale del 1937 è giunta fino ai tempi moderni.
La sirena della torre del Duomo entrò in funzione il 19 giugno 1938. Suonò per l'ultima volta il 14 luglio 1944 e rimase collocata sulla torre del Duomo fino al 7 ottobre 2011.

## Caratteristiche tecniche
Il dispositivo è una sirena elettromeccanica Ercole Marelli di potenza pari a 6 kW, tipo M6. Funzionava con corrente alternata trifase a 220 V (50 Hz).
Era ancorata su un castello in legno realizzato dalla ditta Vincenzo Pediconi, a spese del Comune. Alla base della torre era posto un quadro locale per il comando del motore della sirena, del dispositivo MORSE e della resistenza di riscaldamento.
Il collegamento del quadro locale con il motore era assicurato attraverso un cavo tripolare sottopiombo di sezione 3 x 30/10. Il collegamento con il dispositivo MORSE era assicurato attraverso un cavo tripolare sottopiombo di sezione 2 x 12/10.
L'impianto era azionabile a distanza attraverso un quadro di comando remoto (avente pulsanti distinti per il motore, per il dispositivo MORSE e per la resistenza di riscaldamento), collegato con cinque fili di rame nudo, posto presso il locale di guardia al piano terra del palazzo della Polizia municipale in via della Banca. Tutti i collegamenti elettrici e il cablaggio furono realizzati dalla ditta Italo Piantini.
La sirena ha un motore ad asse verticale, con carcassa in ghisa perfettamente stagna alle intemperie e girante in silumin, al fine di ridurre al minimo l'azione di massa all'avviamento. Dello stesso materiale è la corona, onde ottenere un opportuno alleggerimento del gruppo. Il complesso rotante è ben bilanciato, così da evitare qualsiasi fenomeno vibratorio.
Un largo cappello zincato è posto a protezione superiore, tenuto peraltro a debita distanza dal sottostante riflettore acustico (realizzato anch'esso in lamiera zincata). Lo spazio compreso fra il cappello e il riflettore acustico, attraverso il quale avveniva l'aspirazione dell'aria, è protetto da una robusta rete metallica al fine di impedire l'ingresso nella sirena di corpi esterni.
È presente, intorno alla girante, una resistenza elettrica di riscaldamento, con comando separato rispetto a quello del motore, per prevenire nella stagione invernale la formazione di ghiaccio sul congegno.
Di lato, un magnete esterno a comando separato costituisce il dispositivo atto all'emissione di segnalazioni a codice MORSE, attraverso il controllo dell'aspirazione dell'aria. In questo modo era possibile eliminare l'avviamento e la coda del suono della sirena.
Il segnale di imminente attacco aereo era dato, secondo le disposizioni del Ministero dell'Interno, con due successivi suoni di 15 secondi ciascuno, intervallati da 15 secondi di silenzio (per un totale, dunque, di 45 secondi). Il cessato pericolo era dato con un solo lungo suono di durata pari a 1 minuto.

## Ultime vicende

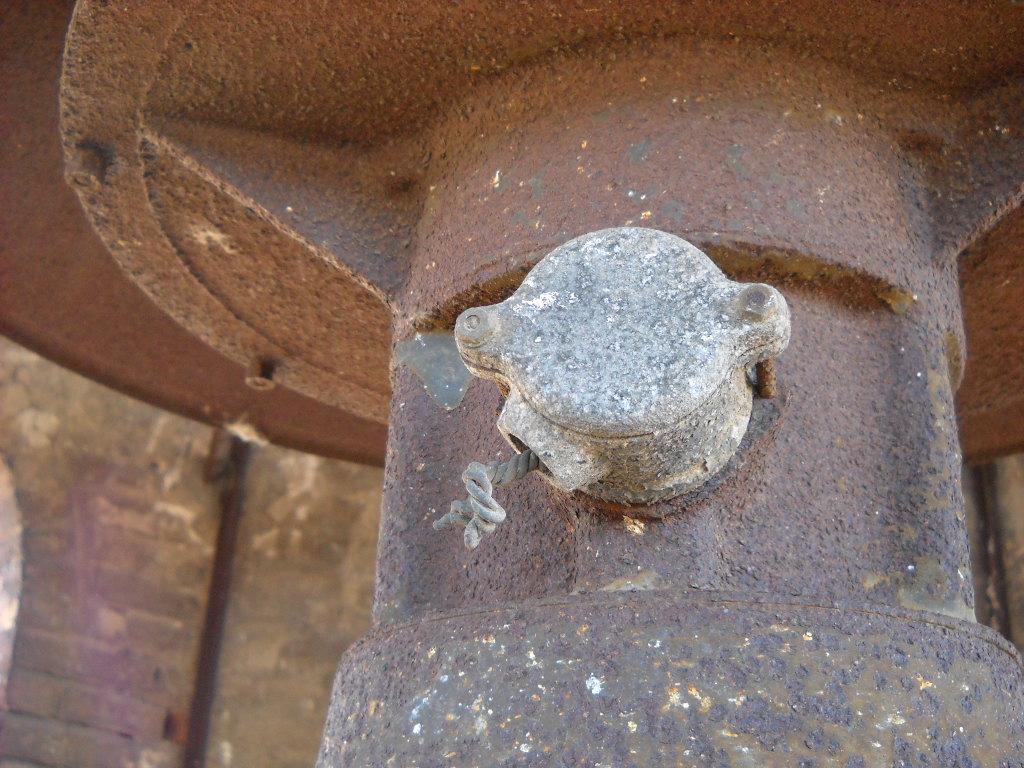
La morsettiera per l'alimentazione della sirena prima del restauro

La sirena antiaerea comunale di Teramo, unica sopravvissuta nell'intera provincia, si è ben conservata nonostante sia stata dismessa e sia rimasta inutilizzata per ben 67 anni. La buona conservazione è stata in larga parte dovuta al fatto che il locale in cui era alloggiata era di fatto inaccessibile e riparato dalle intemperie. Rimossa il 7 ottobre 2011, è stata integralmente restaurata e resa di nuovo funzionante.

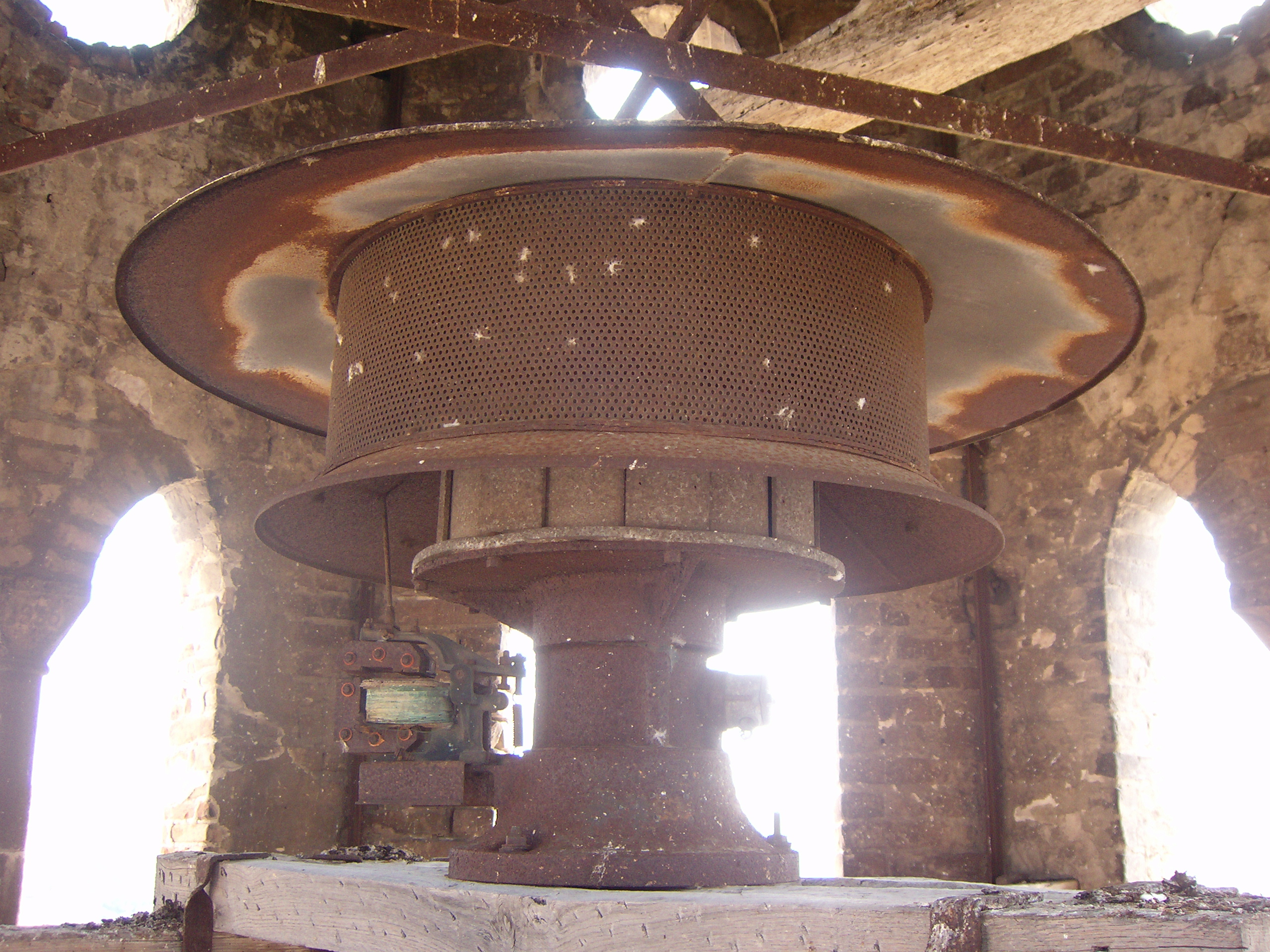
La sirena, prima del restauro, quando era posta sulla Torre del Duomo

Gli interventi hanno riguardato l'esterno della sirena, attraverso l'applicazione di sostanze atte a conservare i colori e a rimuovere i segni del tempo (bloccando il naturale processo di ossidazione), nonché le componenti interne. Il gruppo è stato interamente smontato, pulito e lubrificato e sono state ripristinate le strutture meccaniche ed elettriche attraverso riparazioni e ricostruzioni ex novo. I cuscinetti e parte del magnete per l'emissione di segnalazioni MORSE sono stati sostituiti. I collegamenti elettrici sono stati ripristinati. Sono state anche adottate migliorie per evitare fenomeni vibratori.
Il 13 maggio 2013 è stato effettuato il primo test di funzionamento della sirena, dopo la conclusione del restauro. Il 27 gennaio 2016 la sirena è stata nuovamente messa in funzione, dopo che era rimasta muta dalla fine della guerra, pubblicamente, nell'aula magna dell'Università degli Studi di Teramo.